# 1st LIVE SHINING IN THE NIGHT
『1st LIVE SHINING IN THE NIGHT』（ファースト・ライブ・シャイニング・イン・ザ・ナイト）は、KATSUMIの映像作品。
1990年12月16日にパイオニアLDCから発売された。

## 内容
デビュー・アルバム『SHINING』から「Rainy day, Say I love you」を除いた9曲が収録されている。
2015年現在、VHS・レーザーディスクともに製造中止になっており、DVDでの再発売はされていない。

## 収録曲
1. TOMORROW
2. 安心という名の欲望
3. マスク
4. ふたつの夢
5. Get the POINT
6. Tonight Spend Together
7. WE CAN LOVE YOU
8. 危険な女神
9. SHINING IN THE NIGHT

## サポートメンバー
- ギター：中川雅也
- ベース：大原高穂
- キーボード：石川洋
- ドラム：佐藤強一
- コーラス：遠藤由美、松岡奈穂美